# ムスチスラフ・ダヴィドヴィチ (ノヴゴロド公)
ムスチスラフ・ダヴィドヴィチ（ロシア語: Мстислав Давыдович、1163/8年 - 1189年）は、ルーシの公（クニャージ）のうちの一人である。ノヴゴロド公（在位：1184年 - 1187年）、ヴィシゴロド公（在位：1187年 - 1189年）。聖名ボリス。
父はスモレンスク公ダヴィド。ノヴゴロド公、ヴィシゴロド公位に就いた。妻はポロヴェツ族のハン・トグリイの娘とする説がある。子に関する詳細は不明である。
V.タチシチェフは、ポロツク公ボリス(ru)（ヴィテプスク公ダヴィドの子とされる。）と同一人物であると論じており、その場合、1184年から1184年もしくは1186年にかけて、ポロツク公位に就いていたことになる。